# Joe & The Juice
Joe & The Juice er en restaurationskæde, der primært sælger juice, kaffe og sandwich. Kæden findes over 382 steder i Europa, USA, Mellemøsten & Østasien.
Virksomheden blev grundlagt i 2002 af Kaspar Basse med den første butik i København. I august 2017 åbnede butik nr. 200 på verdensplan, heraf er de 72 butikker i Danmark. I 2013 blev en del af virksomheden solgt til den svenske kapitalfond Valedo Partners, og i 2016 indgik den amerikanske kapitalfond General Atlantic i ejerskabet.
Fødevarestyrelsen har i flere omgange været efter virksomheden. I 2011 blev virksomheden anmeldt til politiet for at opfordre medarbejderne til at snyde med deres egenkontrol. I 2012 drejede det sig om de anprisende navne på deres juicer.
Ansættelsesforholdene blev kritiseret af 3F frem til 2013, hvor der blev indgået en overenskomst. 
I 2017 afgjorde Ligebehandlingsnævnet, at en kvindelig ansøger var blevet forskelsbehandlet.

## Lokationer i byer
| Land           | By | Antal butikker |
| -------------- | --- | -------------- |
| Storbritannien | Byer: - Brighton - Horley - Sevenoaks - Guildford - Cobham - Kingston upon Thames - Dartford - London - Watford - St Albans - Essex - Oxford - Solihull - Birmingham - Liverpool - Ellesmere Port                                          | 74             |
| Danmark        | Byer: - Charlottenlund - Farum - Frederiksberg - Gentofte - Herning - Hillerød - Holte - Hørsholm - Kastrup - Kolding - Kongens Lyngby - Odense - Roskilde - Rødovre - Silkeborg - Slagelse - Taastrup - Vejle - Viborg - Aalborg - Aarhus | 69             |
| USA            | Byer: - Miami - Bethesda - Washington - New York City - Pittsburgh - Chicago - Evanston - Minneapolis - Seattle - San Francisco - Burlingame - Palo Alto - West Hollywood - Los Angeles - San Diego                                        | 66             |
| Sverige        | Byer: - Djursholm - Helsingborg - Malmø - Uppsala - Göteborg - Stockholm - Täby - Lidingö - Saltsjöbaden - Nacka - Solna - Sigtuna | 40             |
| Norge          | Byer: - Stavanger - Bergen - Sandvika - Fornebu - Asker - Strømmen - Ski (by) | 30             |
| UAE            | Byer: - Dubai - Abu Dhabi | 17             |
| Holland        | Byer: - Haag - Rotterdam - Laren - Amstelveen - Amsterdam - Haarlem | 16             |
| Kuwait         | Byer: - Ardiya - Kuwait City - Hawally - Salmiya - Al-Ahmadi - Al Khiran | 14             |
| Saudi-Arabien  | Byer: - Riyadh - Al Khobar - Jeddah | 12             |
| Frankrig       | Byer: - Paris - Nice | 12             |
| Sydkorea       | Byer: - Daegu - Incheon - Gyeonggi-do - Bundang-gu | 9              |
| Schweiz        | Byer: - Luzern - Zurich - Zug | 9              |
| Island         | Byer: - Reykjavík - Hafnarfjörður - Kópavogur | 8              |
| Finland        | Byer: - Helsinki | 4              |
| Tyskland       | Byer: - Hamborg | 3              |
| Belgien        | Byer: - Antwerp - Brussels | 3              |
| Libanon        | Byer: - Beirut - Ksalik | 2              |
| Qatar          | Byer: - Doha | 1              |
| Total          | | 389            |